# Suzuki Burgman
Il Suzuki Burgman è uno scooter della casa giapponese Suzuki  che lo mette in vendita dal 1998 in diverse cilindrate: 125, 150, 200, 250, 400 e 650 cm³.

## Storia
Al momento del debutto nella cilindrata di 400 cm³ è stato il primo maxi-scooter monocilindrico sopra i 250 cm³.
Dotato di propulsore a 4 tempi raffreddato a liquido e di impianto frenante con freni a disco sia all'anteriore che al posteriore, è stato rivisto in parte nel 2001. 
Sono seguiti altri due restyling; il primo nel 2003 con l'aggiunta del doppio faro anteriore e l'ammorbidimento delle linee mentre il secondo restyling avviene nel 2007 dove la linea diventa più snella e sportiva.
Dalle prove su strada è stato rilevato che i suoi pregi sono l'ospitalità a bordo per pilota e passeggero, la capacità di carico, l'affidabilità e la maneggevolezza. 
La Burgman 400 di prima generazione fu prodotta dal 1998 al 2006. A partire dal 2007 viene commercializzata la seconda generazione del Burgman 400 (K7). Le sue caratteristiche sono ancora la valida maneggevolezza e soprattutto la notevole capacità di carico sottosella (tra i più ampi dei maxi scooter della sua categoria, pari a 62 litri ottimamente sfruttabili), oltre alla presenza di un comodo vano nello scudo anteriore che prevede la presenza di presa USB,  protetto da chiave. Questa versione presenta alcuni "difetti di gioventù", legati soprattutto all'accumulo di polveri nella sede della cinghia di trasmissione, che provocano dopo alcune decine di migliaia di chilometri rumori simili al tubare dei piccioni. Tale inconveniente viene risolto nella produzione che compare nel 2010  (detta L0) grazie a modifiche nella aerazione del vano cinghia. In tale versione compare anche l'ABS. Questa versione aggiunge quindi ai pregi già presenti una maggiore sicurezza, data dall'ABS (AN400 ABS) e una grande affidabilità, avendo elimitato i difetti precedenti.
Viene commercializzata anche una serie limitata (Confort Edition) caratterizzata dallo schienalino per il passeggero e dai paramani in tinta, qui presenti di serie, e in seguito una serie definita LUX, prodotta dal 2012 al 2016, con cerchioni scuri e cuciture della sella rosse, quando questa fortunata generazione di AN400 sarà sostituita da un nuovo Burgman 400 completamente ridisegnato (2017-2021), con linea più snella e fiancate più sottili, destinato a strizzare l'occhio ad un pubblico più giovane, che però perderà la tradizionale capienza del vano sottosella, ora ridotto a dimensioni minori.
Dal 2007 non è disponibile la cilindrata da 150 cm³, sostituita dalla cilindrata 200 cm³. Il modello di punta rimane il 650 Executive che, a differenza delle cilindrate minori, offre un propulsore bicilindrico ed un cambio CVT assistito elettronicamente. I modelli di cilindrata inferiore mantengono invece, come è classico nel campo di questi veicoli, il cambio CVT tradizionale con massette (o rulli).

## Modelli
- UH125 Burgman 125;
- UH150 Burgman 150; (fuori produzione)
- UH200 Burgman 200;
- AN250 Burgman 250; (fuori produzione)
- AN400 Burgman 400;
- AN400 Burgman 400 ABS;
- AN400 Burgman Confort Ed.
- AN400 Burgman LUX
- AN650 Burgman 650; (fuori produzione)
- AN650A Burgman 650 Executive.